# Mount Hawthorne
Mount Hawthorne ist ein markanter Berg auf der Thurston-Insel vor der Eights-Küste des westantarktischen Ellsworthlands. In den Walker Mountains ragt er unmittelbar südlich der Basis der Noville-Halbinsel auf.
Entdeckt wurde er durch Teilnehmer der United States Antarctic Service Expedition (1939–1941) bei einem Überflug am 27. Februar 1940. Der Expeditionsleiter Richard Evelyn Byrd benannte ihn nach Roger Hawthorne (1905–1973), einem Teilnehmer dieser Forschungsreise.